# Jean-Baptiste-Louis Andrault
Jean-Baptiste-Louis Andrault, markiz de Maulévrier-Langeron (1677-1754) – francuski oficer i dyplomata, a także od roku 1745 marszałek Francji.
W roku 1720 Jean-Baptiste awansował na generała-pułkownika. W latach 1720–1721 był francuskim ambasadorem w Madrycie. Jego syn Charles Claude Andrault de Langeron (1720-1792) również był królewskim oficerem.